# Verdachtsfälle
Verdachtsfälle war eine Pseudo-Doku-Soap im Nachmittagsprogramm des privaten Fernsehsenders RTL.

## Inhalt
In der Sendung wurden vermeintlich einer Straftat beschuldigte Personen bzw. Personengruppen und deren Familien über einen gewissen Zeitraum von einem Kamerateam begleitet. Die Handlung war frei erfunden und die „Familienmitglieder“, bei welchen im Vordergrund Spannungen bestanden, wurden von Laiendarstellern und teilweise professionellen Schauspielern gespielt, die nichts mit dem ausgedachten Fall zu tun hatten und sich von den Inhalten der Sendung distanzierten. Ihre Namen wurden im Abspann nicht gelistet.

## Sonstiges
- Alle Folgen wurden in Frechen, Hürth und Köln gedreht und teilweise als eine andere Stadt ausgegeben.
- Die polnische Version heißt „Dlaczego ja?“, zu Deutsch „Warum ich?“, und wird auf dem Sender Polsat ausgestrahlt.
- Die russische Version heißt „Не ври мне“, zu Deutsch „Lüg' mich nicht an“, und wird auf dem Sender Ren-TV ausgestrahlt.
- Personen, die mehrmals zu sehen waren, waren die Detektive Trovato, die bis 2015 eine eigene Sendung auf RTL hatten (siehe Die Trovatos – Detektive decken auf), einige Anwälte sowie einige TV-Polizisten wie Hauke Mertesacker (gespielt von Oliver Ritz), der in diversen RTL-Formaten wie Der Blaulicht Report, Betrugsfälle und Die Trovatos als Festcast eingesetzt wurde. Die Detektei Davis war auch mehrfach dabei.

## Verdachtsfälle Spezial – Hinter verschlossenen Türen
Verdachtsfälle Spezial – Hinter verschlossenen Türen spielte sich in einem Hochhaus in Köln (Dormagen, Hackenbroich) ab. Im Jahr 2016 wurden 15 Episoden produziert.

## Ausstrahlung
Die ersten 75 Episoden der 1. Staffel wurden vom 31. August 2009 bis zum 11. Dezember 2009 ausgestrahlt. Vom 14. Dezember 2009 bis 8. Januar 2010 wurde die Serie wieder mit den ersten Folgen wiederholt. Ab dem 11. Januar 2010 liefen die restlichen Folgen der Staffel.
Der Verdachtsfälle-Sendeplatz unter der Woche war seit Ausstrahlungsbeginn im Jahr 2009 der um 15:00 Uhr. Die weiteren Scripted Realitys, die wochentags um die Verdachtsfälle herum liefen, sprich Mitten im Leben um 14 Uhr und Familien im Brennpunkt um 16 Uhr wurden abgesetzt, Verdachtsfälle blieb aber konstant. Vom 5. bis zum 9. Mai 2014 wurden für eine Woche erfolgreich Verdachtsfälle-Ausgaben getestet, die über die normale Länge des Formats hinausgingen und 2 Stunden andauerten. Nach gefloppten Daytime-Tests wurde Verdachtsfälle vom 15. September 2014 bis zum 24. August 2015 als Lückenfüller mit drei Folgen pro Werktag gesendet, demnach füllte Verdachtsfälle auch die Sendeplätze um 14 und um 16 Uhr. Im Sommer 2015 kündigte RTL nach mehreren erfolglosen Tests ein neues Nachmittags-Programm an, das auf längere Sicht Bestand haben soll. Ein Teil dieses Nachmittags-Programms war Der Blaulicht Report, der seit dem 24. August 2015 wochentags auf dem Sendeplatz um 14 Uhr als direkte Konkurrenz zu Sat.1' Auf Streife lief. Hierfür fiel seit dem 24. August 2015 eine der drei Verdachtsfälle-Folgen, konkret die auf dem 14 Uhr-Sendeplatz, weg. Ab dem 28. September 2015 folgte das zweite, auch bereits getestete Format unter dem Namen Anwälte & Detektive – Sie kämpfen für Dich auf dem 15 Uhr-Sendeplatz, das auch als Ablöser für die immer noch doppelte Ausstrahlung der Verdachtsfälle am Nachmittag galt. Nach der Absetzung von Anwälte & Detektive – Sie kämpfen für Dich im Dezember 2015 wurde der Sendeplatz um 15 Uhr mit einer weiteren Folge Der Blaulicht Report gefüllt, Verdachtsfälle war seitdem wochentags bis zum 24. August 2018 immer um 16 Uhr zu sehen.
Im Laufe des Jahres 2018 beschloss RTL, sich von den Scripted-Reality-Sendungen im Rahmen des Nachmittagsprogramms zu trennen. Grund dafür waren die gesunkenen Quoten im Vergleich zu den Vorjahren. Seit dem 27. August 2018 ist der ehemalige Quotenbringer „Verdachtsfälle“ nicht mehr am Nachmittag bei RTL zu sehen.

### Quoten
Bereits die erste Staffel von Verdachtsfälle hatte sehr gute Quoten, die sich in der Zielgruppe meistens zwischen 15 und 20 Prozent bewegten.

### Ableger
Von September bis Dezember 2015 strahlte RTL täglich von 15 bis 16 Uhr den Ableger Verdachtsfälle-Spezial: Anwälte und Detektive aus. Die erste Staffel lief im April 2015, mit 10 Folgen. Darauf folgte eine tägliche Ausstrahlung ab September 2015. Die Pseudo-Doku ist in den Hauptrollen unter anderen mit Mischa Filé (Niedrig und Kuhnt – Kommissare ermitteln), Robert Lozanoski (Privatdetektive im Einsatz) und Nicole Drawer (Achtung Kontrolle! – Die Topstories der Ordnungshüter) besetzt.